# センテトルニャ駅
センテトルニャ駅（センテトルニャえき）は、ベーケーシュ県オロシュハーザ郡オロシュハーザ町にある、ハンガリー国鉄147号線の駅である。

## 駅構造

### ホーム
1面1線の地上駅。片側ホーム1面からなる。
| 路線    | 方向   | 行先               | 備考 |
| ------- | ------ | ------------------ | ---- |
| 147号線 | 北方向 | センテシュ方面     | 普通 |
| 147号線 | 南方向 | オロシュハーザ方面 | 普通 |

### ダイヤ[1]
一日2往復のみ停車する。

## 隣の駅
ハンガリー国鉄
147号線
普通
ユストマヨル駅 - センテトルニャ駅 - ジョパーロシュフュルデー駅